# Гучен (повіт, Хебей)
37°20′50″ пн. ш. 115°57′54″ сх. д. / 37.3472° пн. ш. 115.9651° сх. д.
Гучен (кит. 故城县, пін. Gùchéng Xiàn) — один із повітів КНР у складі префектури Хеншуй, провінція Хебей. Адміністративний центр — містечко Чженкоу.

## Географія
Гучен лежить на півдні префектури. Східним кордоном повіту слугує Великий китайський канал.

### Клімат
Повіт лежить у зоні, котра характеризується кліматом помірних степів. Найтепліший місяць — липень із середньою температурою 26,9 °C. Найхолодніший місяць — січень, із середньою температурою −2,7 °С.
| Клімат повіту Гучен     | Клімат повіту Гучен | Клімат повіту Гучен | Клімат повіту Гучен | Клімат повіту Гучен | Клімат повіту Гучен | Клімат повіту Гучен | Клімат повіту Гучен | Клімат повіту Гучен | Клімат повіту Гучен | Клімат повіту Гучен | Клімат повіту Гучен | Клімат повіту Гучен | Клімат повіту Гучен |
| Показник                | Січ.                | Лют.                | Бер.                | Квіт.               | Трав.               | Черв.               | Лип.                | Серп.               | Вер.                | Жовт.               | Лист.               | Груд.               | Рік                 |
| Середній максимум, °C   | 3,3                 | 7,3                 | 13,6                | 21,6                | 27,2                | 32                  | 31,8                | 30,4                | 26,9                | 21,1                | 12                  | 5                   | 19,4                |
| Середня температура, °C | −2,7                | 0,9                 | 7,1                 | 14,9                | 20,7                | 25,7                | 26,9                | 25,4                | 20,6                | 14,3                | 5,8                 | −0,7                | 13,2                |
| Середній мінімум, °C    | −7,3                | −4                  | 1,7                 | 8,8                 | 14,5                | 19,7                | 22,5                | 21,1                | 15,6                | 8,9                 | 0,9                 | −5,1                | 8,1                 |
| Норма опадів, мм        | 2.8                 | 6.1                 | 11.2                | 20.3                | 38.9                | 54.1                | 139.4               | 124.9               | 42.8                | 30.9                | 10.7                | 4                   | 486.1               |
| Вологість повітря, %    | 61                  | 56                  | 55                  | 55                  | 61                  | 60                  | 77                  | 81                  | 75                  | 68                  | 66                  | 65                  | 65                  |
| ----------------------- | ------------------- | ------------------- | ------------------- | ------------------- | ------------------- | ------------------- | ------------------- | ------------------- | ------------------- | ------------------- | ------------------- | ------------------- | ------------------- |
| Джерело: data.cma.cn    |                     |                     |                     |                     |                     |                     |                     |                     |                     |                     |                     |                     |                     |